# هلن شاپیرو
هلن شاپیرو (انگلیسی: Helen Shapiro؛ زادهٔ ۲۸ سپتامبر ۱۹۴۶) یک موسیقی‌دان است.